# 384. Infanterie-Division (Wehrmacht)
Die 384. Infanterie-Division war ein militärischer Großverband der Wehrmacht im Deutschen Reich.

## Geschichte

### Aufstellung
Die Division wurde am 10. Januar 1942 auf dem Truppenübungsplatz Königsbrück in Sachsen als eine von fünf sogenannten „Rheingold-Divisionen“ der 18. Aufstellungswelle aus Ersatztruppen der Wehrkreise IV, VIII und XVII aufgestellt.

### Verlegung an die Ostfront
Die Division wurde am 11. März 1942 der Heeresgruppe Süd zugeführt. Sie nahm im Mai 1942 an der Kesselschlacht bei Charkow teil. Danach nahm sie am Vorstoß aus dem Raum Charkow über den Donez und Don bei Kalatsch nach Stalingrad teil.

### Stalingrad
Als die deutschen Verbände Stalingrad erreichten, stand das VIII. Armee Korps an der nördlichen Stadtgrenze und schirmte die Angriffe gemeinsam mit den deutschen Verbündeten nach Nordwesten hin ab.
Die sowjetische Offensive traf die Division hart. Schon bevor sich der Kessel bildete, war die Division praktisch zerschlagen und hatte die Masse seiner eigenen Kräfte verloren.

### Vernichtung
Die eingeschlossenen Reste der Division gingen mit der 6. Armee im Januar 1943 im Kessel von Stalingrad unter.

### Wiederaufstellung
Der Divisions-Stab unter Generalleutnant Freiherr von Gablenz und seinem Ia Oberstleutnant i. G. (im Generalstab) Adolf-Friedrich von Drabich-Waechter war im Dezember 1942 aus dem Kessel ausgeflogen worden und übernahm ab März 1943 die Neuaufstellung.

### Verlegung an die Ostfront

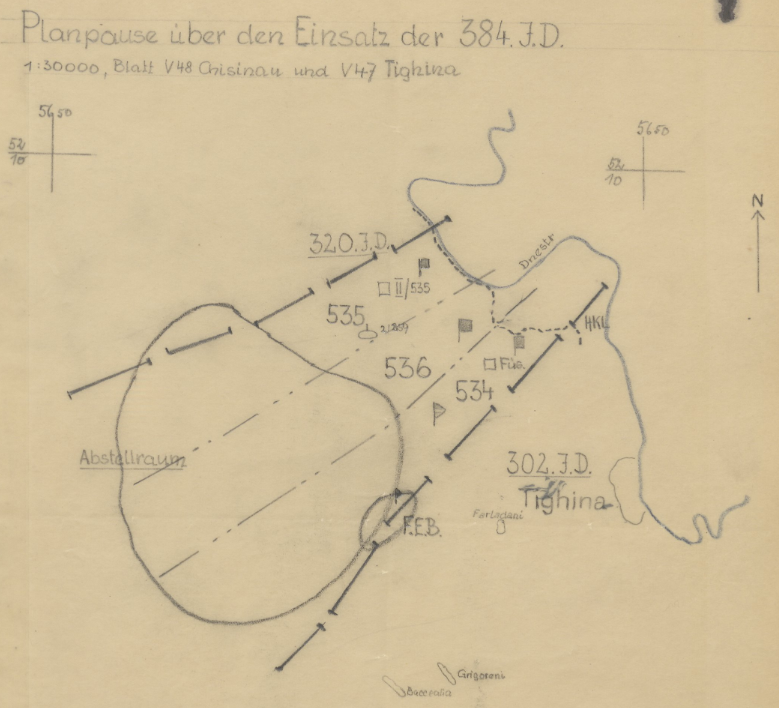
Planskizze zur Aufstellung im August 1944

Die Division kam nach ihrer Neuaufstellung im Westen Ende 1943 erneut an die Ostfront. Am 20. August 1944 wurden die Grenadier-Regimenter 534, 535 und 536 durch Teile der 302. Infanterie-Division herausgelöst und wurden zum Fluss Dnister geschickt. Dort sollte die Division nördlich von Tighina neue Stellungen errichten und beziehen. Bereits um 10 Uhr wurden erste Stellungen bezogen. Bis 20 Uhr sollten alle Teile der Division eingetroffen sein, was sich jedoch durch das schwierige Gelände und Feindeinwirkung verzögerte.
Um 8:30 Uhr am 21. August 1944, begannen Teile des Grenadier-Regiments 535 mit einem Angriff auf einen Hügel zwischen Causani-Noui und Carnateni. Mithilfe von Sturmgeschützen konnten die Truppe die Initiative ergreifen und Geländegewinne erzielen. Diese währten jedoch nur kurz, da ein massiver Gegenangriff die Truppen zum Rückzug zwang.

### Vernichtung 1944
Am 22. August 1944 zogen sich alle Teile der Infanterie-Division weiter zurück. Aufgrund der starken Präsenz von Schlachtfliegern in dem Bereich, wurden viele der ausweichenden Truppenteile durch diese vernichtet oder zerschlagen. Einzig dem Füsilier-Bataillon 384 gelang es, mit 200 Mann bis nach Tocuz auszuweichen. Dort wurde das Bataillon der 306. Infanterie-Division unterstellt, da kein Kontakt mehr zur eigenen Division aufzunehmen war. Bei weiteren Rückzugskämpfen in gelang es, bis nach zu einer Rollbahn bei Caega auszuweichen. Dort trafen sie auf Teile der 13. Panzerdivision. Da das Bataillon über keine eigenen Fahrzeuge mehr verfügte, saßen die Teile auf die Fahrzeuge der Artillerie-Abteilung 13 der 13. Panzerdivision auf und wurden bis zu einer neuen Stellung bei Taraclia gebracht.
Kurz vor dem Erreichen der Stellungen erfolgte ein Angriff durch Schlachtflieger, wodurch die Fahrzeuge gezwungen wurden, nach Westen in Richtung Troita auszuweichen. Dort wurde ein neuer Sammelort eingerichtet und die restlichen Teile des Füsilier-Bataillons 384 wurden in die Kampfgruppen der 13. Panzerdivision aufgeteilt. Von diesem Zeitpunkt an gibt es keine Erwähnungen mehr über die 384. Infanterie-Division.

### Auflösung
Die Division wurde formell am 9. Oktober 1944 aufgelöst.

### Verwendung der Reste der Division
Die Reste wurden zur Auffrischung der 76. Infanterie-Division in Ungarn und zur Aufstellung der 15. Infanterie-Division im Westen verwendet.

## Unterstellungen und Einsatzräume
| Zeitraum                   | Armeekorps     | Armee   | Heeresgruppe | Raum                  |
| -------------------------- | -------------- | ------- | ------------ | --------------------- |
| Januar bis März 1942       | in Aufstellung |         | OKH          | Königsbrück           |
| April 1942                 | in Zuführung   |         | Süd          |                       |
| Mai 1942                   | XXXXIV         | 17.     | Süd          | Charkow               |
| Juni 1942                  | XXXXIV         | 1. Pz   | Süd          | Isjum                 |
| Juli 1942                  |                | z. Vfg. | Süd          | Donez                 |
| August bis September 1942  | VIII           | 6.      | B            | Kalatsch am Don       |
| Oktober bis November 1942  | XI             | 6.      | B            | Stalingrad            |
| Dezember 1942              | z. Vfg.        | 6.      | Don          | Stalingrad            |
| Januar bis Februar 1943    | VIII           | 6.      | Don          | Stalingrad            |
| April bis Mai 1943         | in Aufstellung | 15.     | D            | Frankreich            |
| Juli bis September 1943    | XXV            | 7.      | D            | Frankreich, Normandie |
| Oktober 1943               | z. Vfg.        | 15.     | D            | Frankreich            |
| November bis Dezember 1943 | LII            | 1. Pz   | Süd          | Kriwoj Rog            |
| Januar 1944                | LII            | 6.      | Süd          | Nikopol               |
| Februar 1944               | LII            | 8.      | Süd          | Dnjestr               |
| März 1944                  | LII            | 6.      | A            | Uman                  |
| April bis August 1944      | XXX            | 6.      | Südukraine   | Kischinew             |

1. ↑  Stab bei Gruppe Mieth, Armeeabteilung Hollidt.

## Gliederung
- Infanterie-Regiment 534
- Infanterie-Regiment 535
- Infanterie-Regiment 536
- Artillerie-Regiment 384
- Feldersatz-Bataillon 384
- Panzerjäger-Abteilung 384
- Aufklärungs-Abteilung 384
- Füsilier-Bataillon 384
- Pionier-Bataillon 384
- Nachrichten-Abteilung 384
- Divisions-Nachschubführer 384 mit
  - Kraftw.Werkst.Kp. 384
  - Verpflegungs-Amt 384
  - Bäckerei-Kompanie 384
  - Schlächterei-Kompanie 384
  - Sanitäts-Kompanie 384
  - Kranken-Kraftwagen-Zug 384
  - Feldgendarmerie-Trupp 384

Im Juni 1943 gab die Division das II./Grenadier-Regiment 536 als Personaleinheit zur 9. Panzer-Division ab; es wurde ersetzt; das II./534 wurde aufgelöst und durch das III. Bataillon ersetzt; das I./536 wurde Divisions-Füsilier-Bataillon 384 und durch das III. Bataillon ersetzt; III./535, die Aufklärungs-Abteilung und III./Artillerie-Regiment 384 blieben als Kampfgruppe Kanalküste im Westen und wurden am 25. November 1943 als Grenadier-Regiment 911, Füsilier-Bataillon 349 und III. und IV./Artillerie-Regiment 349 zur Aufstellung der 349. Infanterie-Division (21. Welle) verwandt. Die Division bestand bis zu ihrer Auflösung aus:
- Grenadier-Regiment 534 mit I. und II. Bataillon (Kommandeur: Oberst Esch)[1]
- Grenadier-Regiment 535 mit I. und II. Bataillon (Kommandeur: Major Uebigau)[1]
- Grenadier-Regiment 536 mit I. und II. Bataillon (Kommandeur: Major Türke)[1]
- Divisions-Füsilier-Bataillon 384
- Artillerie-Regiment 384 mit I.–IV. Abteilung (Kommandeur: Oberstleutnant Lund)[1]
- Aufklärungs-Abteilung 384
- Panzerjäger-Abteilung 384
- Pionier-Bataillon 384
- Nachrichten-Abteilung 384
- Sanitäts-Abteilung 384
- Feldersatz-Bataillon 384

## Kommandeure
| Dienstgrad      | Name                        | Zeitraum                                        |
| --------------- | --------------------------- | ----------------------------------------------- |
| Generalmajor    | Kurt Hoffmann               | 10. Januar bis 13. Februar 1942                 |
| Generalleutnant | Eccard Freiherr von Gablenz | 13. Februar 1942 bis 16. Januar 1943            |
| Generalmajor    | Hans Doerr                  | 16.–31. Januar 1943                             |
| Generalmajor    | Hans Doerr                  | 17.–24. Februar 1943                            |
| Generalleutnant | Hans de Salengre-Drabbe     | 24. Februar 1943 bis 25. August 1944 (gefallen) |